# George Pake
George Pake (Kent, 1 de abril de 1924 — Tucson, 4 de março de 2004) foi um físico estadunidense.
Executivo da área de pesquisa, ajudou a fundar a Xerox PARC. Bacharel e mestre pelo Instituto de Tecnologia Carnegie, e doutorado em física pela Universidade Harvard, em 1948.